# Collège Manitou
Le Collège Manitou est une ancienne et la première institution bilingue d’études postsecondaires conçue spécialement pour la formation d’étudiants autochtones venus des quatre coins du Canada. Installé à La Macaza, dans les Laurentides au Québec sur l’emplacement d’une ancienne base militaire américaine, le Collège reçoit sa première cohorte d’étudiants en juillet 1973. L’institution d’enseignement est principalement financée par le Programme de fonds d’éducation culturelle du ministère des Affaires indiennes et du Nord Canada. Ses programmes d’enseignement sont axés sur l’émancipation politique et sociale. Les orientations des cours et des activités culturelles sont définies et structurées par la primauté accordée à la transmission des savoir-faire ancestraux et des langues autochtones. L’institution a formé quelques centaines de jeunes autochtones jouant aujourd’hui un rôle important chez les Premières Nations, les Inuits et les Métis. Le Collège Manitou ferme ses portes en 1976 à la suite de graves difficultés financières.

## Historique
Le Collège Manitou est créé dans la foulée des mouvements contestataires menant à l’abandon des projets proposés par le Livre blanc sur la politique indienne (1969). L’aventure du Collège Manitou est officialisée par le déménagement à La Macaza du programme de formation des maîtres autochtones de l’Université du Québec à Chicoutimi (UQAC). Le père oblat Rémi Cadieux, qui a dirigé le pensionnat d’Amos entre 1968 et 1972, reçoit le mandat par l’UQAC d'élaborer le programme officiel de formation des maîtres pour les Premières Nations du Québec. Le père Cadieux en collaboration avec la directrice du module en éducation de l’UQAC, sœur Jeannine Lapierre de la congrégation Notre-Dame-du-Bon-Conseil, procèdent à l’élaboration du cursus. Le programme offre une formation adaptée aux réalités et cultures des Premières Nations et fournit des outils multidisciplinaires à ses élèves. L’objectif principal est de former des aides-enseignants et des professeurs de langues autochtones dans le but de contribuer au projet d’Amérindianisation des écoles. Le programme reçoit l’approbation du ministère de l’Éducation du Québec (MEQ), du Sénat du Canada, du ministère des Affaires indiennes et du Nord Canada (MAINC) et de l’AIQ. 
L’Institut nord-américain des études amérindiennes estime que le projet éducatif doit être localisé à l’extérieur de la ville, dans un environnement traditionnel. La station des Forces canadiennes La Macaza (SFC La Macaza) devient le Collège Manitou, première institution d’enseignement postsecondaire destinée à la formation d’étudiants autochtones de tout le Canada. Pour une somme d'un dollar par année, le Collège Manitou hérite de 173 édifices et autres installations, comprenant des salles de cours, des bureaux administratifs, des centres communautaires, une école primaire, une garderie, une bibliothèque, une imprimerie, des studios d’enregistrement, une chambre noire, un centre sportif avec piscine, des terrains de tennis, de baseball, de football, une patinoire, une allée de quilles, un ring de boxe, deux serres, un restaurant, un cinéma, un gymnase, un terrain de golf, un magasin, un bar et une chapelle. De plus, des maisons préfabriquées accueillent les élèves et leurs familles qui ont droit à des services de restauration qui sont mis à leur disposition. Avec son bureau de poste et son service d’urgence, le Collège Manitou ressemble à un village autochtone. Le conseil d’administration du Collège Manitou est composé de représentants des différentes nations autochtones du Canada. Concernant la gestion de l'institution, le principal financement du Collège Manitou provient du Programme de fonds d’éducation culturelle du ministère des Affaires indiennes et du Nord Canada, complété par une contribution du gouvernement provincial et de quelques bourses du gouvernement fédéral non récurrentes. Cet argent n’est pas alloué directement au collège. Elle est distribuée selon le système du par personne aux Autochtones et aux Inuits qui ont autorité. Ce sont les conseils de bande qui reçoivent les subventions et qui les distribuent. C’est sur une base volontaire que les différentes nations décident d’investir dans le financement du collège autochtone.
Le 1er juillet 1973, le Collège Manitou reçoit sa première cohorte composée de quatre-vingts élèves pour six semaines. Cette session d'études fait connaître la nouvelle institution aux différentes communautés autochtones. Le grand objectif du Collège Manitou est de fournir aux Autochtones les outils nécessaires à leur autonomie, tant sur le plan de l’administration de leurs communautés que dans l’éducation de leurs enfants.  Pour ce faire, le programme remet en question l’histoire officielle imposée par les colonisateurs blancs, et fait connaître l’histoire véritable des peuples des Premières Nations. Un certificat destiné à former des professeurs autochtones est créé. Il est accompagné du développement de matériel didactique adapté. Une des missions du Collège est de développer chez les élèves un sentiment d'appartenance et de fierté de leur origine. La rencontre d'élèves de différentes nations autochtones du Canada permet d'échanger et de partager leur réalité. Dans un souci de conservation et de transmission, il est proposé une formation dans leurs langues respectives. En septembre 1973, un programme en sciences sociales accrédité par le cégep Dawson est instauré au Collège Manitou. Dès 1974, on donne des cours de communication, de théâtre et de beaux-arts consacrés aux arts autochtones. En 1976 est inauguré l’enseignement en français. Le Ministère de l'Éducation du Québec confie au collège la mission éducative de toutes les Premières Nations du Québec. Environ le tiers des professeurs sont autochtones.
Le Collège Manitou ferme ses portes le 18 décembre 1976. Selon le sociologue autochtone Don Whiteside, le ministère des Affaires indiennes est le responsable de la fermeture du Collège Manitou. Jacques Kurtness, employé du ministère des Affaires indiennes qui occupe le poste de direction de l'institution a comme mission de fermer le Collège. Deux raisons sont données concernant la fermeture du Collège Manitou. Le manque de fonds et la difficulté à recruter des élèves. Selon les professeurs et les étudiants qui contestent cette fermeture, le conseil d’administration n’a pas réclamé pour l’année en cours la somme de 200,00$ remise annuellement par le gouvernement du Québec. L’histoire du Collège Manitou révéla que la structure budgétaire des centres d’éducation culturelle, qui repose entièrement sur l’investissement discrétionnaire de chacun des partis, eut l’effet de fragiliser le projet. De plus, ces fonds se révélèrent insuffisants pour couvrir le coûteux entretien des installations et infrastructures de la base militaire, la production de matériel didactique culturellement adapté, le personnel enseignant et de soutien ainsi que les autres activités du collège. Malgré l’ajout d’un financement provincial dès 1974 et de certaines bourses fédérales non récurrentes, l’administration se vit donc dans l’obligation de voir à la production de revenus autogénérés à travers la sollicitation de fondations et même d’entreprises privées. Selon le sociologue Jean Beaudoin, professeur au Collège Manitou, cet échec prend une dimension considérable parce qu’au-delà de ses objectifs scolaires, « le Collège Manitou poursuit le double but de changer la société et la condition autochtone et de lutter contre le génocide culturel. ». Selon lui, la responsabilité de l’échec incombe au gouvernement fédéral qui « a toujours nié le droit des Premières Nations à l’autonomie. Ainsi, avant même de naître, le Collège Manitou était condamné à mourir. ». 
Même si l’institution ferme ses portes 3 ans après son ouverture, son influence est considérable. Le Collège Manitou a eu un rôle primordial quant à l’éveil politique et social des Autochtones du Québec. Le chef Ghislain Picard de l'Assemblée des Premières Nations du Québec et du Labrador se remémore l’atmosphère régnant dans ce premier collège autochtone au Canada : « C’est dans les années 1970, au Collège Manitou, qui réunissait entre 700 et 800 Autochtones à La Macaza, dans les Laurentides, que s’est produit pour moi le choc de la rencontre des multiples identités amérindiennes. Les élèves du collège provenaient de partout au Canada, même des États-Unis. Ce fut un réveil total. Autant pour la diversité amérindienne que pour ce que nous avions en commun. ». Le Collège Manitou développe chez les élèves une conscience politique et la volonté de contribuer à l’évolution sociale, éducative et politique des nations autochtones du Québec. Comme le faisait remarquer Pierre Trudel,  « c’est là que se rencontrèrent plusieurs de celles et de ceux qui formeront une certaine élite intellectuelle amérindienne et qui aujourd’hui occupent des postes de commande. ». De plus, le Collège Manitou a favorisé la création d’organismes propres à faire entendre la voix des Premières Nations sur tous les sujets les concernant, notamment, l’éducation et la politique.  
Prenant la relève, une nouvelle institution de niveau collégial a vu le jour en 2011. L’Institution Kiuna, située dans la communauté abénaquise d’Odanak, est le résultat d’une démarche de longue haleine entreprise par le Conseil en éducation des Premières Nations et d’engagements pris par les gouvernements du Québec et du Canada à l’occasion du Forum socio-économique des Premières Nations, tenu à Mashteuiatsh en 2006.

## Controverses concernant la fermeture du Collège Manitou
Selon Lise Bastien du Conseil en éducation des Premières Nations: « Au Collège Manitou, il y avait certainement des problèmes de gestion. C’était un leitmotiv des Affaires indiennes, mais on ne précisait jamais quels étaient les problèmes de gestion. Une chose est sûre, le gouvernement ne voulait pas un foyer d’activisme autochtone au Québec. ». Pour Emmanuelle Dufour, anthropologue à l’Université de Montréal, le coup de grâce a été la décision d’Ottawa d’attribuer les fonds du Collège Manitou aux différentes communautés. On leur a dit : « Si vous voulez continuer à financer Manitou, c’est votre décision. ». 
Quelques mois plus tard, à la suite de l’adoption de la Convention de la Baie-James et du Nord québécois en 1975, la nation inuite se retire du projet Manitou. La précarité du Collège se trouve aggravée par la hausse du prix du pétrole décrétée par l’OPEP qui augmente considérablement les frais de chauffage des installations et par la mauvaise presse dont le collège fait l’objet à travers le Québec et les Maritimes. Aux dires de plusieurs employés et étudiants, les problèmes évoqués ne concernent que certains groupes ciblés sur le campus de La Macaza et la consommation d’alcool et de drogue est comparable à celle rencontrée dans d’autres communautés et cégeps québécois. Le climat anxiogène ne tarde pas à inquiéter les familles et les communautés participantes. Certains chefs commencent à se montrer hésitants quant à l’octroi de leurs fonds d’éducation culturelle au projet Manitou.
Les employés, les étudiants et le personnel du Collège Manitou sont avisés par écrit de la fermeture du Collège Manitou pour le 17 décembre 1976 et doivent quitter le campus de La Macaza dans un délai de deux jours après cette date. Il en résulte un vif mouvement de contestation écourté par l’intervention de la Sûreté du Québec et l’application de mesures incitatives pour accélérer l’évacuation de la base. La population étudiante est d’environ 150 étudiants.
En marge des arguments d’ordre financier et de la crise interne évoqués pour justifier la fermeture hâtive du Collège de La Macaza, des voix dissidentes s'élèvent concernant l’éveil politique et l'apparition d’un nouveau militantisme autochtone. Selon Jacques Kurtness, ce militantisme, associé à la montée du mouvement Red Power, fait craindre à la GRC une menace terroriste autochtone alors que Montréal s’apprête à recevoir les Jeux olympiques.
Profitant des vacances de Noël durant lesquelles la plupart des étudiants autochtones sont repartis dans leur famille, communauté ou réserve, les armées fédérale et provinciale investissent le collège, vident les lieux, chassent les dernières familles présentes sur le campus et détruisent dans la nuit du 24 décembre 1976 tous les équipements et documents pédagogiques qu’ils ensevelissent sur place. Parmi ces documents, on compte des enregistrements en langues autochtones aujourd’hui disparues, des centaines d’heures de films, des milliers de photos, des objets traditionnels, des créations d’étudiants, l’ensemble des manuels scolaires adaptés à l’enseignement autochtone, les publications du Collège (qui possédait sa propre imprimerie) et les premiers dictionnaires jamais imprimés en langues autochtones avec traductions en français et en anglais. La fermeture du Collège aura un impact considérable sur les communautés autochtones, les étudiants étant renvoyés au néant, leurs études étant suspendues du jour au lendemain sans possibilité de reconversion et le cursus postsecondaire leur étant désormais inaccessible. Les bâtiments sont transformés en pénitencier fédéral.

## La maison Côte-Nord
Au milieu des années 1970, le projet Systèmes de chauffage et de construction appropriés pour l’habitat résidentiel/Communautés indiennes du Québec est mis en chantier sur le site du Collège Manitou. Ce projet expérimental, auquel collabore l’architecte innu Guy Courtois, diplômé d’un baccalauréat décerné par l’École d’architecture de l’Université Laval, est dirigé par Brian McCloskey, professeur en architecture à l’Université McGill et Tom Lawand, directeur des opérations au Brace Research Institute. Ce projet de construction résidentielle à énergie solaire participe d’une approche fondée sur la recherche de nouveaux modes de consommation d’énergie renouvelable et se veut une solution à la précarité du logement autochtone. Le projet que mène McCloskey et Lawand entend réaliser des prototypes solaires adaptés à la spécificité culturelle de communautés autochtones. Le  projet cible trois grandes régions : la Baie-James, la Côte-Nord et la région plus au sud du Québec qui ont des caractéristiques géographiques et climatiques particulières.
Telle que présentée par le Brace Institute à George Miller, directeur du Collège Manitou, la construction de prototypes solaires sur le campus doit satisfaire certains objectifs d’insertion sociale et de formation aux métiers du bâtiment, justifiant ainsi son implantation à La Macaza. Le programme pédagogique du Collège Manitou prévoit l’acquisition de compétences et de savoir-faire dans le domaine de la construction résidentielle. Le projet vise à satisfaire six grands objectifs :
- être fidèle aux aspirations de la Fraternité des Indiens ;
- promouvoir le contrôle autochtone sur le bâti ;
- encourager le recours aux matériaux locaux et réduire les coûts de construction ;
- renforcer les savoirs traditionnels autochtones jugés respectueux de l’environnement naturel ;
- faire de ce chantier une occasion de formation pour les apprentis constructeurs autochtones ;
- servir de fer de lance pour l’établissement au Collège Manitou d’un programme de logement.

Afin de documenter le projet, l’Office national du film du Canada donne son soutien à Buckley Petawabano, professeur de photographie au Collège, afin qu’il puisse filmer le processus d’implantation du projet sur le campus. Morley Loon, qui travaille aux presses du Collège doit présenter un rapport des résultats à être distribué aux communautés autochtones.
La maison Côte-Nord, construite au cours de l’été 1975 sur le site du Collège Manitou, est le seul prototype à système actif et le seul dont la mise en chantier est complétée par le concepteur Guy Courtois. Dans le projet de McCloskey et Lawand, Guy Courtois joue un rôle décisif. Non seulement il devient le contremaitre du chantier au cours de l’été 1975, mais c’est lui qui conçoit les plans du prototype Côte-Nord. Il recrute des gens qu’il connait et en qui il a confiance afin de constituer son équipe de chantier.  Il mobilise des Atikamekw qui étudient au Collège et d’autres collaborateurs autochtones, dont Charles Cooco. Le chantier dirigé par Courtois fournit ainsi l’occasion à quelques étudiants du Collège Manitou de participer à la construction des prototypes à l’énergie solaire, et conséquemment d’apprendre certains rudiments du métier auprès de mentors comme Charles Coocoo. Cependant le projet du Brace Institute, ne mène pas à la création d’une formation pour les apprentis constructeurs autochtones qui aurait dû, comme on le souhaitait, servir de fer de lance pour l’établissement au Collège Manitou d’un programme de logement.

## Direction et corps professoral du Collège Manitou
- William Craig - premier directeur, directeur de l'Institut d'études aborigines
- George Miller - deuxième directeur, anthropologue
- Jacques Kurtness - troisième directeur, docteur en psychologie de l'Université Laval, professeur-chercheur
- Blair Stonechild - directeur adjoint, professeur d’Études indigènes à l’Université des Premières Nations du Canada
- Lucie Lachapelle - professeure, écrivaine et cinéaste
- Monique Sioui -  professeur, militante et cofondatrice de Femmes autochtones du Québec
- Jean Beaudoin - professeur, sociologue
- Domingo Cisneros - professeur, artiste pluridisciplinaire
- Ernie Benedict - professeur
- Wanda Campbell - professeure, artiste performeuse et écrivaine
- Mike Loft -  technicien audiovisuel, chanteur, musicien et photographe
- Buckley Petawabano - professeur de photographie, acteur à la télévision et au cinéma

## Élèves et personnalités du Collège Manitou
- Ghislain Picard - chef de l'Assemblée des Premières Nations du Québec et du Labrador (1992-2025)
- Bernard Hervieux - directeur général de la Société de communication Atikamekw-Montagnais (1997-2014)
- Lise Bastien - directrice du Conseil en éducation des Premières Nations (1985-2019)
- Edward Poitras - artiste en arts visuels, représentant du Canada à la Biennale de Venise (1995)
- Christine Sioui-Wawanoloath - écrivaine et artiste multidisciplinaire, coordonnatrice du dossier de la non-violence pour Femmes autochtones du Québec 1992-2002)
- Willy Mitchell, auteur-compositeur-interprète auteur folk-rock, initiateur et organisateur du festival autochtone Sweet Grass Music
- Morley Loon - auteur-compositeur-interprète folk, pionnier de la chanson folk en langue autochtone au Québec
- Philippe Mckenzie - auteur-compositeur-interprète folksingers, pionnier des musiques populaires innues en langue innu-aimun
- Raphaël Picard - chef du conseil de bande de Pessamit (2002-2012)
- Sylvia Watso  -femmes autochtones du Québec (1974)
- Évelyne St-Onge - femmes autochtones du Québec (1974)
- Mérilda St-Onge - femmes autochtones du Québec (1974)
- Jeanne MacDonald Poirier - poète d’origine nehiyawak (crie) et québécoise